# Palais du Tau (Angers)
Pour les articles homonymes, voir Palais du Tau.
Le Palais du Tau est l'ancienne résidence des évêques d'Angers, actuellement maison diocésaine des œuvres classée monument historique.

## Situation
Le palais épiscopal d'Angers est adjacent à la cathédrale Saint-Maurice, dans le centre-ville d'Angers. Il s'appuie sur un ancien mur d'enceinte datant du IIIe siècle à l'emplacement de la porte angevine. Les soubassements et une des tours du palais réutilisent une partie du mur.
L'édifice est constitué d'une alternance de briques et de pierres et de moellons de schiste avec des parements en tuffeau. Il est disposé en forme de T d'où le nom de Palais du Tau. Les deux corps principaux comportent deux vaisseaux superposés et un étage sous combles accessibles par un escalier à vis.
Les vaisseaux sont occupés par une salle basse du commun, des écuries, une salle synodale, les vestiges d'un escalier à vis, un pan de mur de la chapelle des évêques, un cachot et une cuisine circulaire.

Détails
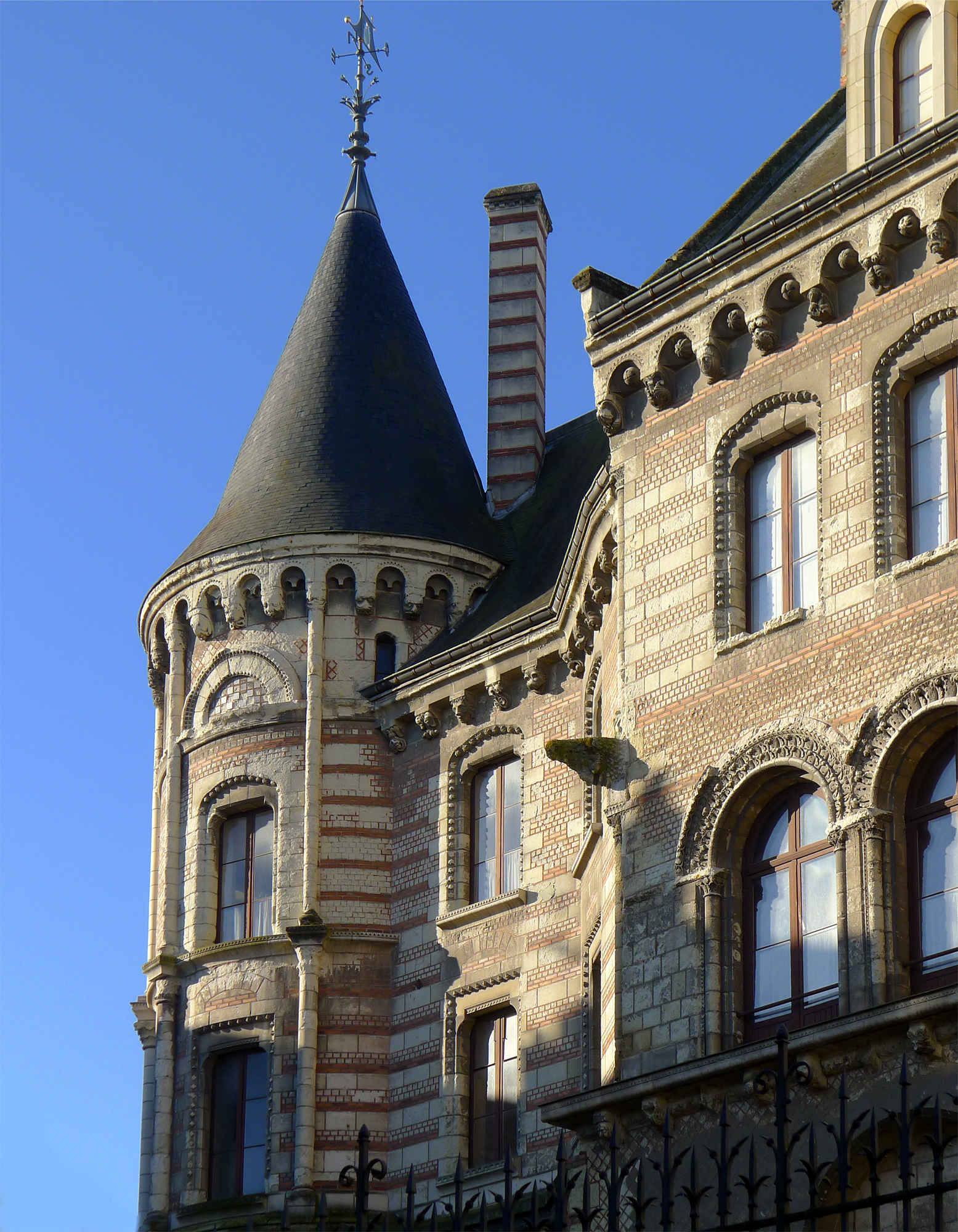
Tourelle d'angle.
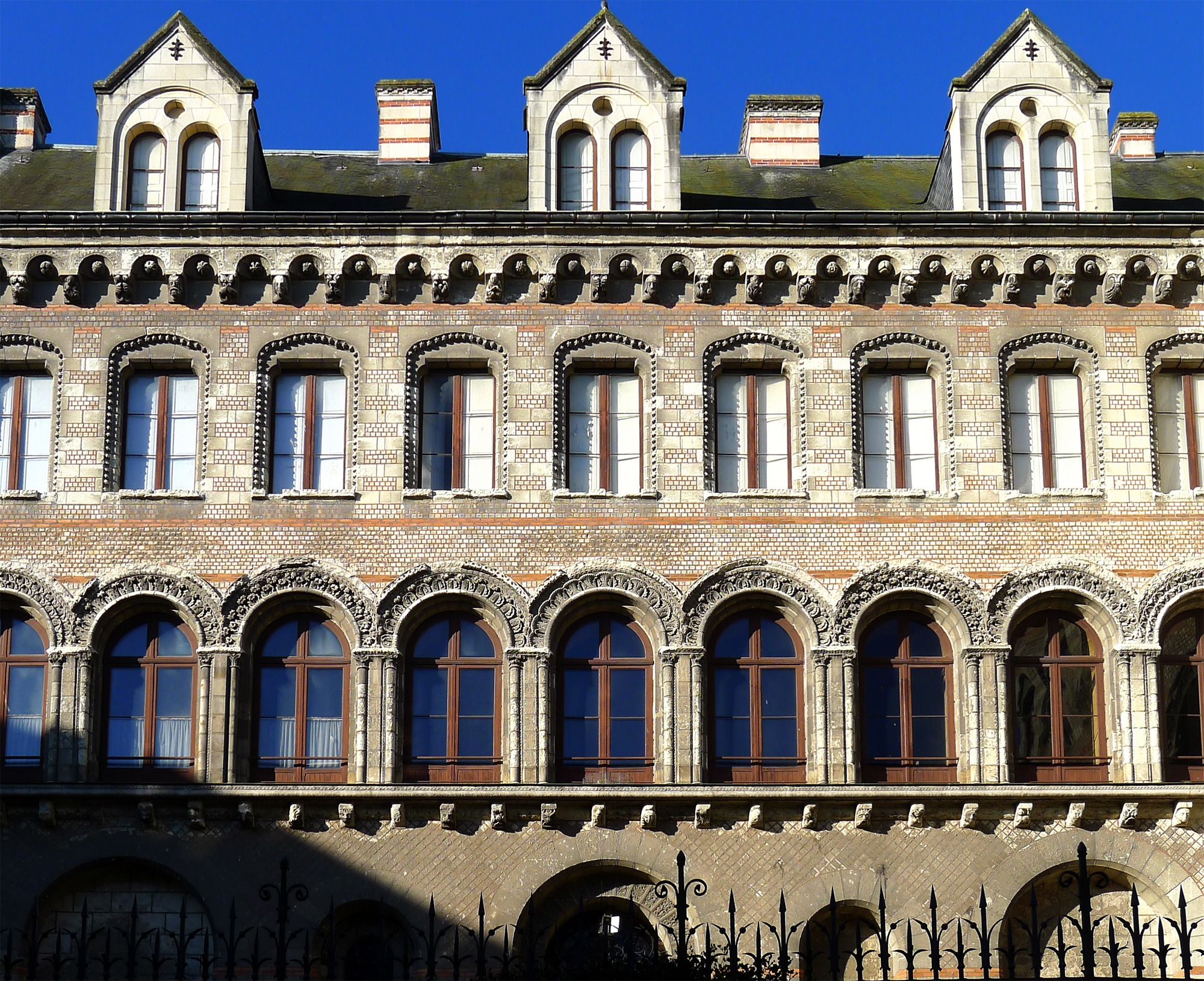
Façade.

## Historique

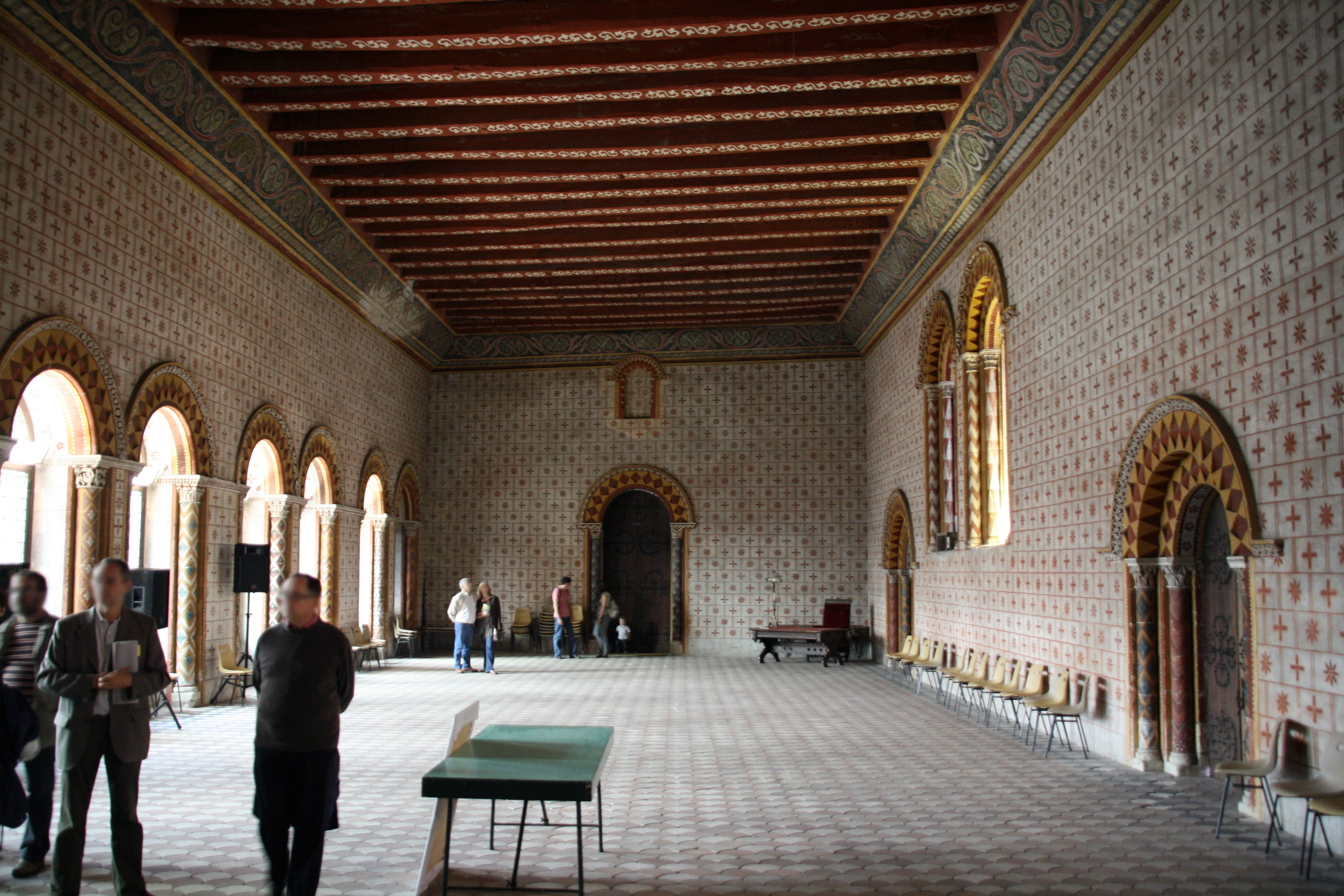
La salle de justice des nobles et des ecclésiastiques.

La présence du palais épiscopal est attestée au nord de la cathédrale depuis le milieu du IXe siècle. Le palais dans son état actuel date du début du XIIe siècle, bâti sur des bases plus anciennes.
En octobre 1131, l'évêque Ulger se rend au concile de Reims, il assiste également au sacre de Louis VII qui se déroule quelques jours plus tard. Les événements auxquels il assiste à Reims ont tous lieux à l’archevêché. Impressionné par la grande salle du Tau de l’archevêché rémois, il s'en inspire pour sa résidence qu'il fait reconstruire à son retour à Angers. Il reprend ainsi l'organisation en T qu'il avait vu à Reims pour édifier sa Camera Magna. C'est de là que vient l’appellation de "palais du Tau" qui est propre aux palais archiépiscopaux de Reims et Angers, seuls exemples d'une organisation de ce type pour des palais épiscopaux.
En 1438, l'évêque Hardouin de Bueil modifie les toitures et aménage une vaste salle qui sert actuellement de bibliothèque. L'escalier principal donnant sur la cour d'honneur est construit en 1506 sur la volonté de l'évêque François de Rohan ; il reste inachevé à la hauteur de la salle synodale jusqu'en 1864. Au XVIIe siècle le palais subit des modifications importantes. Avec l'évêque Claude de Rueil, les trois arcades de liaisons entre les deux vaisseaux de la salle synodale sont murées et des appartements sont aménagés dans le vaisseau nord. La cuisine circulaire du XIIe siècle est reconfigurée. Avec l'évêque Michel Lepeletier, les décors de la façade nord et la salle synodale sont dénaturés ; il fait reconstruire une ancienne secrétairerie pour son usage personnel. En 1751, la cuisine circulaire est restaurée.
Dans la seconde moitié du XIXe siècle l'ensemble de l'édifice est restauré. L'architecte diocésain Charles Joly-Leterme s'occupe du remaniement. Une seconde cour d'entrée rue de l'Oisellerie est formée avec la construction d'une nouvelle aile entre 1861 et 1864. Les appartements du vaisseau nord sont supprimés afin d’agrandir le corps principal.
Il présente un ensemble architectural complet, montrant bien les différents remaniements, tout en conservant une grande unité architecturale. Son dessin en tau reste un élément atypique en France. L'édifice conserve son affectation à la Révolution, et devient musée des tapisseries et de l'art religieux en 1910, puis maison diocésaine des œuvres en 1954.

## Inscriptions
Plusieurs inscriptions sont présentes sur le palais. Elles datent principalement du XIIIe siècle et du XIVe siècle.
Deux inscriptions latines sont particulièrement bien conservées :
- CLERICUS ET MILES PERGANT, AD CETERA VILES/NAM LOCUS HOS PRIMUS DECET, ILLOS VILIS ET IMUS (Ici, les clercs et les chevaliers, ailleurs les gens de moindre condition/A ceux-là convient la salle d´honneur, à ceux-ci, la modeste pièce d´en bas)
- SPONTE FAVOS AEGRE SPICULA (Je donne volontiers mon miel et ne sors mon dard que contraint)

## Protection
Le palais fait l’objet d’un classement au titre des monuments historiques depuis le 23 octobre 1907.